# Jean Neuberth
 (décembre 2015).
Si vous disposez d'ouvrages ou d'articles de référence ou si vous connaissez des sites web de qualité traitant du thème abordé ici, merci de compléter l'article en donnant les références utiles à sa vérifiabilité et en les liant à la section « Notes et références ».
Jean Christian Neuberth, né le 23 novembre 1915 à Paris et mort le 16 mars 1996 à Cires-lès-Mello, est un peintre français.

## Biographie
- Si vous ne connaissez pas le sujet, laissez ce bandeau (vous pouvez alors contacter les auteurs).
- Si vous supprimez le contenu mis en cause (vous pouvez préalablement contacter les auteurs),

argumentez précisément cette suppression dans la page de discussion
(un manque de référence n'est pas un argument ; une recherche réelle de référence doit avoir été effectuée, être formellement documentée).
L'éducation de sa mère, professeur de français au lycée Lakanal et claveciniste, et de son père, premier violon des concerts Colonne, soliste de viola alta, explique l'orientation première de Jean Christian Neuberth pour la musique et le jazz en particulier. Sa famille quitte Paris pour s'installer à Bourg-la-Reine dans un petit pavillon avec jardin.
Neuberth est aviateur militaire et acrobate parachutiste. Il s'occupe aussi de théâtre. En 1942, il fait partie d'un orchestre symphonique, est pianiste de bar, veilleur de nuit, speaker à la radio de Montpellier, où il vit. Vers la fin de la Seconde Guerre mondiale il rencontre puis épouse en secondes noces Régine Lacroix-Neuberth.
Dans les années 1930, il avait fait la connaissance du peintre abstrait Henri-Jean Closon (1888-1975), qui l'initia à la peinture. Dès 1937, il participe à quelques expositions d'art abstrait en France. Il ne se consacre entièrement à la peinture qu'après 1942. En 1949, avec Francis Bott et Michel Seuphor, il organise une exposition d'art abstrait au musée de Nîmes. À partir de 1950, il participe au Salon des réalités nouvelles à Paris. En 1950, le musée de Montpellier lui consacre une exposition rétrospective personnelle. Il n'exposera plus avant 1993 à Paris.
Au long de sa carrière, ses compositions abstraites relèvent de plusieurs manières. Dans un premier temps, parfois une arabesque ininterrompue laisse sa trace entremêlée sur la surface de la toile, comme la nostalgie des anciennes évolutions dans le ciel[pas clair]. Ensuite, il a surtout utilisé la gouache pour des effets de matière, moins aériens et hors gestualité, visant plutôt à une contemplation rêveuse.
Au cours des années 1970, il délaisse la gouache pour s'orienter vers le dessin et les collages.
Malgré plusieurs accidents de santé (dont une hémiplégie), il n'abandonna jamais ses travaux artistiques jusqu'à sa mort en 1996.

« Ses dessins à la plume, d'une parfaite rigueur, rappellent les graphismes poétiques de son ami Michel Seuphor. »

— Jacques Busse, Dictionnaire Bénézit, édition 1999.
En mai 1993, Pierre Carmes dit qu'il est « un des représentants les plus actifs de l’abstraction lyrique ».[réf. nécessaire]
Du 13 avril au 20 mai 2002, une exposition posthume, Jean Neuberth, gouaches et dessins, 1959-1992, se tient à la galerie de la Place Neuve à Vers-Pont-du-Gard.

## Expositions
- novembre 1937 : galerie L’Équipe ;
- 1945 : Salon des surindépendants ;
- 1946 : Salon d'automne ;
- 1947 : galerie Lucienne Léonce Rosenberg, rue Gay-Lussac à Paris ;
- 1948 : Salon des réalités nouvelles ;
- octobre et novembre 1949 : exposition Peintures d'aujourd'hui au musée des beaux-arts de Nîmes ;
- 1951 : exposition Vingt ans de peinture abstraite à Montpellier;
- mai 1987 : exposition à la galerie Caractères ;
- 1993 : exposition à la galerie Sculptures, rue Visconti à Paris, avec une rétrospective de son œuvre, Parcours du secret.

## Œuvres dans les collections publiques
- Paris, hôtel de ville ;
- Paris, musée d'art moderne de la ville de Paris.

## Illustrations d'ouvrages
- Alfred de Vigny, Les poèmes dorés, Idylles et légendes, Les noces corinthiennes, le Cercle des Bibliophiles ;
- Anatole France, Évreux,le Cercle du bibliophile, 1970, (OCLC 5575357) ;
- Encyclopédie des musiques sacrées, Paris, La Bergerie ;
- Paul Mari, « La vie c'est des platanes et des filles sur des chaises », in Caractères no 41, illustrations de Jean Neuberth, Paris, Éditions Caractères
- Ouvrages illustrés pour La Guilde du Livre à Lausanne ;